# Bathytanais juergeni
Bathytanais juergeni is een naaldkreeftjessoort uit de familie van de Paratanaidae. De wetenschappelijke naam van de soort is voor het eerst geldig gepubliceerd in 1998 door Larsen & Wilson.